# 弗里德兰德喹啉合成反应
Friedländer合成（Friedländer synthesis），又称Friedländer喹啉合成
邻氨基苯甲醛或酮和任何含有－CH2CO－原子团的脂肪族醛或酮缩合生成喹啉衍生物。  反应以德国化学家 Paul Friedländer (1857－1923) 的名字命名。
反应可用三氟乙酸、对甲苯磺酸、碘或其他路易斯酸催化。
反应综述：

## 反应机理
反应有两种可行的机理。一是邻氨基苯甲醛或酮 (1)与羰基化合物 (2)发生羟醛加成生成 (3)（速控步），然后消除水生成不饱和羰基化合物 (4)并再次失水亚胺化，得喹啉 (7)。另一种是 (1) 先与 (2) 缩合成亚胺，然后再发生分子内羟醛并失水，生成 (7)。